# Dorr Rebellion
Die Dorr Rebellion (auch Dorr’s Rebellion; eigentlich Dorr-Rebellion) war ein kurzzeitiger Bürgerkonflikt im US-Bundesstaat Rhode Island während der Legislatur des 27. Kongresses in der Amtszeit von US-Präsident John Tyler zu Beginn der 1840er Jahre. Der Name bezieht sich auf seinen Anführer, Thomas Wilson Dorr.

## Hintergrund
Zur Mitte des 19. Jahrhunderts hatte sich das Wahlrecht fast aller Bundesstaaten in den Vereinigten Staaten zugunsten des Wahlrechts für alle weißen Männer liberalisiert. In Virginia, North Carolina und Rhode Island jedoch konnte nur wählen, wer die „small property-holding qualifications“ erfüllte, also die Voraussetzungen kleinen Grundbesitzes. Rhode Island – ein Bundesstaat mit einem ehemals hohen Anteil an Sklavenhaltern – stützte sich im Wahlrecht auf die Bestimmungen der Kolonialcharta von 1663, die das Wahlrecht auf Grundbesitzer beschränkte. Mit der beginnenden Industrialisierung war aber eine soziale Klasse aus Tausenden Fabrikarbeitern und Einwanderern entstanden, die in den neuen Städteagglomerationen von der Geldwirtschaft lebte und die ohne Grundbesitz von politischer Beteiligung ausgeschlossen war.

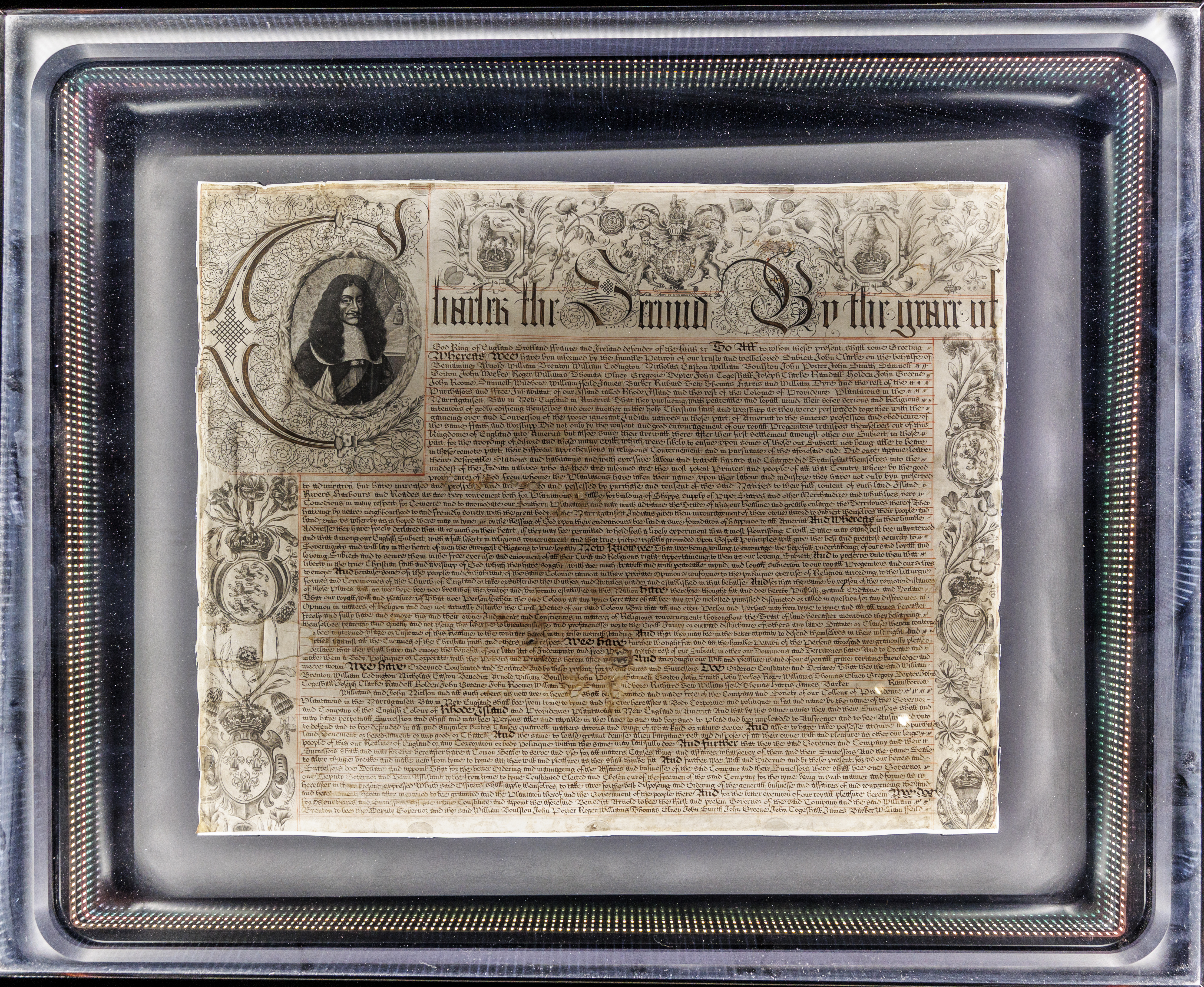
Beginn der Rhode Island Charter von 1663
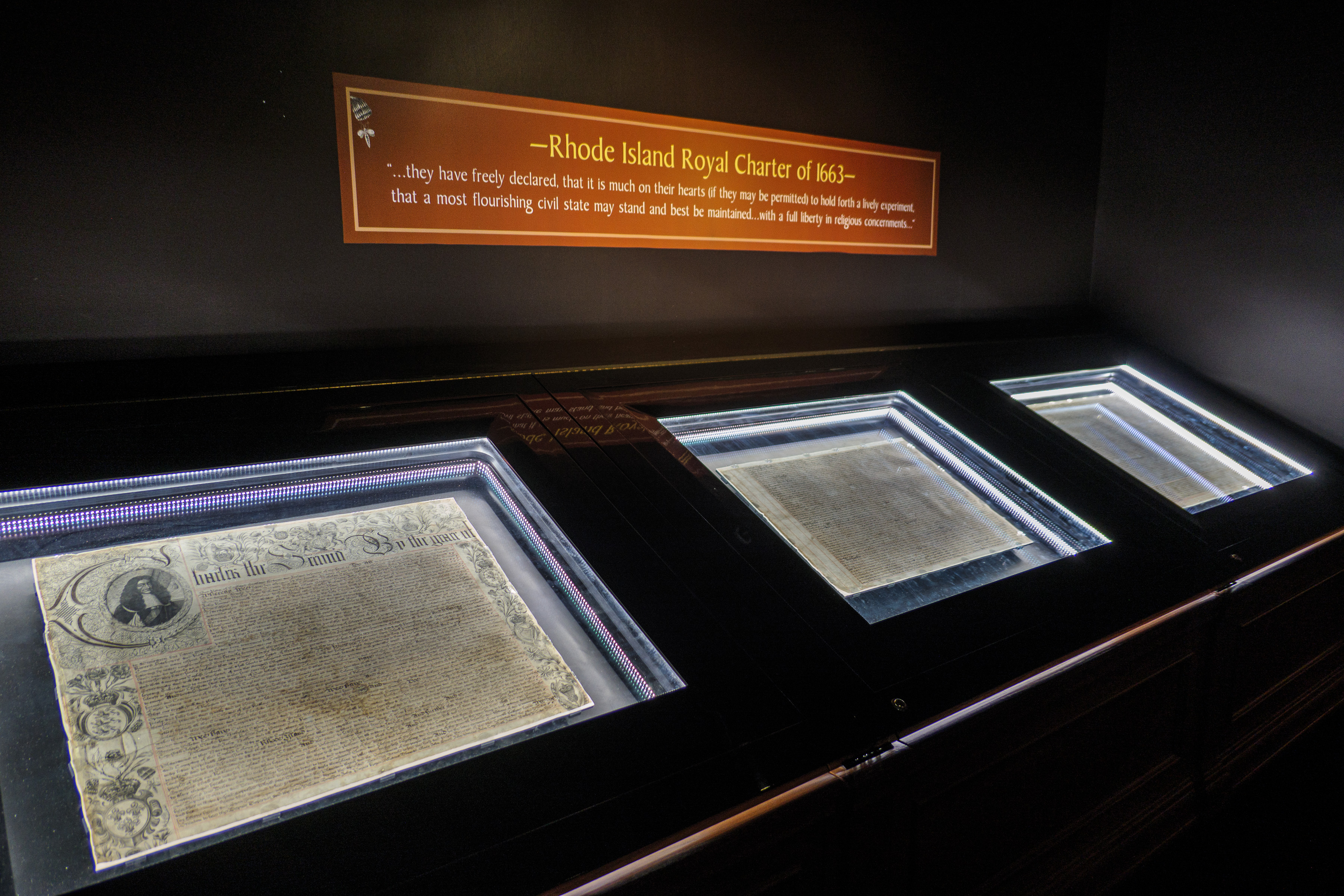
Aufbewahrung der Charter im State House

Nach seiner Rückkehr aus New York City in seine Heimatstadt Providence 1834 begann der bekannte Anwalt und entschiedene Gegner der Sklaverei in den Vereinigten Staaten, Thomas Wilson Dorr, mit der Modernisierung der politischen Strukturen im Rahmen seines Mandats als Abgeordneter des Parlaments von Rhode Island. Er war inspiriert von den politischen Veränderungen, die seit bald einem Jahrzehnt anderenorts in Sachen Reformbewegung bereits Fuß gefasst hatten. Von Beginn an lieferte sich der forsche Dorr „hitzige Debatten mit dem erfahrenen […] Benjamin Hazard (1774–1841)“, dem er im Verharren in alten Regeln „Angst vor den persönlichen Konsequenzen“ vorwarf. Im Manufacturers’ and Farmers’ Journal vom 3. September 1834 war zu lesen, dass „einige Männer sich mit solch verzweifeltem Griff, gestärkt durch den Drang zur Selbsterhaltung, an die verfallenden Überreste der gegenwärtigen Struktur klammerten.“
Dieses Verharren vieler Whig-Parlamentarier veranlasste Dorr, 1841 seine eigene Partei zu gründen, die People’s Party, die einen politischen Gegenpol zur State Legislature darstellte. Dorr wurde von diesem Gremium zum Gouverneur gewählt. Die Reformbemühungen von Thomas Dorr umfassten neben der Ausweitung des Wahlrechts außerdem die öffentliche Bildung, Meinungsfreiheit, das Bankwesen, die Schuldhaft und eine Gefängnisreform. Nicht unwesentlich für diese Wahl war im Vorfeld auch die Gründung der Rhode Island Suffrage Association (Wahlvereinigung Rhode Islands) im Frühjahr 1840. Sie sensibilisierte mit öffentlichen Veranstaltungen, Paraden und Treffen für das Wahlrechtsproblem, ohne aber im Parlament Fortschritte zu erreichen. So verabschiedete sie im Juli 1841 eine People’s Constitutional Convention und Thomas Dorr wurde eingeladen, an ihren Treffen teilzunehmen. Sie arbeitete auch einen Entwurf für eine neue Verfassung mit dem Wahlrecht für die bisher nicht Wahlberechtigten aus, die People’s Convention. Im April 1842 wählten Dorrs Anhänger in einer ganz Rhode Island umfassenden Wahl nun ihn zu ihrem Gouverneur, während die Unterstützer der bisherigen Charter Samuel Ward King als ihren Gouverneur wählten – was Rhode Island zwei Gouverneure und zwei Parlamente (General Assemblies) bescherte.
Mit der Log-Cabin-Kampagne 1840 (Blockhütten-Kampagne), die von der Whig-Partei initiiert wurde, konnte eine Volksbewegung ausgelöst werden, die zu politischen Veränderungen im Land führte. Blockhütten besitzen in den USA eine starke Symbolkraft: Seit dem frühen 19. Jahrhundert sind sie ein allgemein anerkanntes Attribut für die bescheidene Herkunft in der amerikanischen Politik. Mindestens sieben US-Präsidenten wurden in Blockhütten geboren. Mit der Präsidentschaftswahl von 1840 verwendete die Whig-Partei als erste diese Metapher, um dem Wahlvolk zu zeigen, wie ursprünglich die Herkunft ihres jeweiligen Kandidaten sei.

## Entwicklung

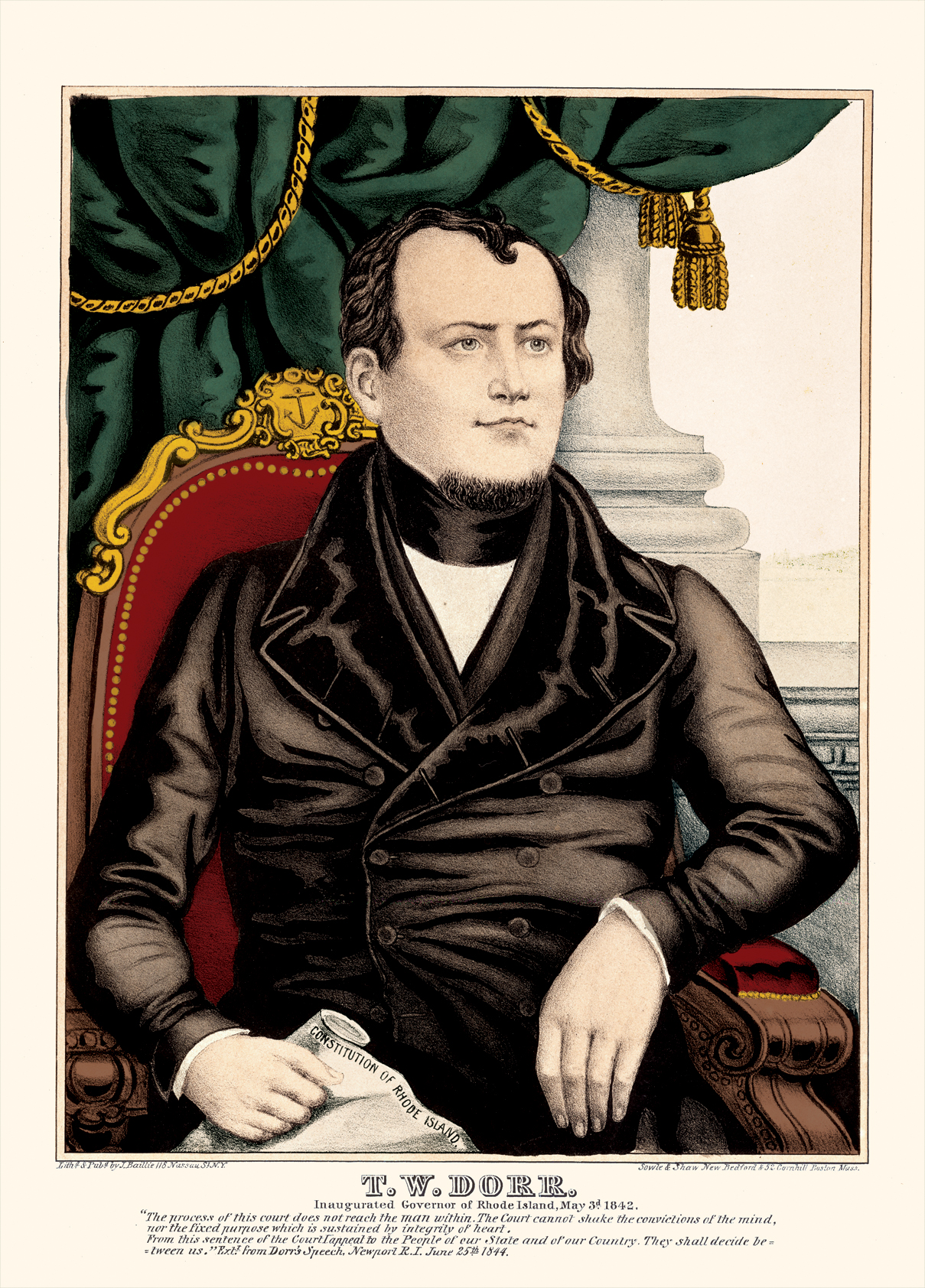
Handkolorierte Lithografie, wahrscheinlich nach einem Bild von Thomas Dorr kopiert, das in der Augustausgabe 1842 des United States Magazine and Democratic Review veröffentlicht wurde, das wiederum von einer Daguerreotypie stammt. In seiner rechten Hand hält Dorr ein Exemplar der Verfassung des Volkes.

Um eine Einigkeit herbeizuführen, musste ein Konvent einberufen werden, welcher sich mit der Sache beschäftigen sollte, sich aber nicht zu einer Empfehlung durchringen konnte, den Stimmlosen die Möglichkeit der Delegiertenwahl einzuräumen. Dorr schreckte nun auch vor Gewaltandrohung nicht mehr zurück, weil kein Fortschritt erkennbar war. Für den zuvor gewählten Gouverneur Samuel King, der sich für „Recht und Ordnung“ einsetzte, waren diese Umtriebe ein Aufstand und er stellte eine Miliz zusammen. Es drohte ein Bürgerkrieg. Die Volksversammlung hatte inzwischen eine neue Verfassung ausgearbeitet, in der alle weißen Männer stimmberechtigt sein sollten, wenn sie seit einem Jahr Landbesitzer seien, zwei Jahre ohne Landbesitz Bürger des Staates wären oder seit drei Jahren eingebürgert. Das Wort „weiß“ wurde auf Drängen der Mehrheit der Kongressdelegierten gegen den Widerstand von Dorr bewusst in den Artikel über das Wahlrecht aufgenommen. Die Vorlage ging Ende 1841 zur Volksabstimmung und wurde mit 14.000 zu 8.000 Stimmen abgelehnt.
Das ganze Land verfolgte in Zeitungsberichten und öffentlichen Kundgebungen die Entwicklung in diesem kleinsten Bundesstaat und auch Präsident Tyler wurde nun eingeschaltet. Eine derartige Anfrage war bisher noch keinem der zehn Präsidenten vorgelegt worden und Tyler tat sich schwer, ermahnte beide Seiten zur Vermeidung von Gewalt und sicherte Gouverneur King die verfassungsmäßige Unterstützung des Staates zu, wenn es zu Ausschreitungen käme. Den Aufständischen versprach er vollständige Amnestie.
Am 17. Mai 1842 führte Dorr mit seinen Männern in Providence einen Angriff auf den Staatsapparat aus. Mit zwei Kanonen aus dem Unabhängigkeitskrieg bewaffnet, fand er das Regierungsgebäude mit insgesamt mehreren hundert Männern besetzt, teils sogar Mitgliedern seiner eigenen Familie, namentlich sein Vater, sein Onkel und einer seiner Brüder, die King treu ergeben waren. Eine Kapitulation wurde abgelehnt, zwei Schüsse aus seinen Kanonen schlugen fehl, was zu einer Verwirrung führte – in der Dorr mit seinen Gefolgsleuten zunächst nach Glocester floh. Nach der Verhängung des Kriegsrechts gaben die meisten Anhänger auf und kamen in Haft, Dorr floh erneut, diesmal nach Connecticut. In Abwesenheit wurde er von einem Geschworenengericht wegen Hochverrats verurteilt. Schließlich konnte er nach seiner Rückkehr nach Rhode Island im Oktober 1843 gefasst und angeklagt werden. Sein Urteil als Staatsgefangener Nr. 56 lautete auf lebenslange Freiheitsstrafe. Eine Generalamnestie vom 27. Juni 1845 befreite ihn nach 20 Monaten Haft aus dem Gefängnis, allerdings wurden ihm die Bürgerrechte einschließlich des Wahlrechts aberkannt. 1854 wurde Dorrs Verurteilung wegen Hochverrats aufgehoben. Er starb noch im selben Jahr, entkräftet und ausgezehrt durch die Gefangenschaft.

## Nachwirkungen
Zwar war die Dorr-Rebellion damit gescheitert, das Wahlrecht auszuweiten, doch war nun das Volk auf dieses Thema aufmerksam geworden. Eine neue Verfassung mit dem von den Rebellen gewünschten Passus wurde am 2. Mai 1843 – noch während Dorrs Aufenthalt in Connecticut – verabschiedet, ohne das auch von Dorr kritisierte Wort „weiß“.
Zahlreiche erhaltene Briefe Dorrs geben einen Einblick in das Leben der Frauen in Rhode Island, die ebenfalls für das Wahlrecht gekämpft haben. Diese Bemühungen waren eine von vielen „grassroots movements“, die schließlich zur Seneca Falls Convention führten.